# Хунта (Пиренейские войны)

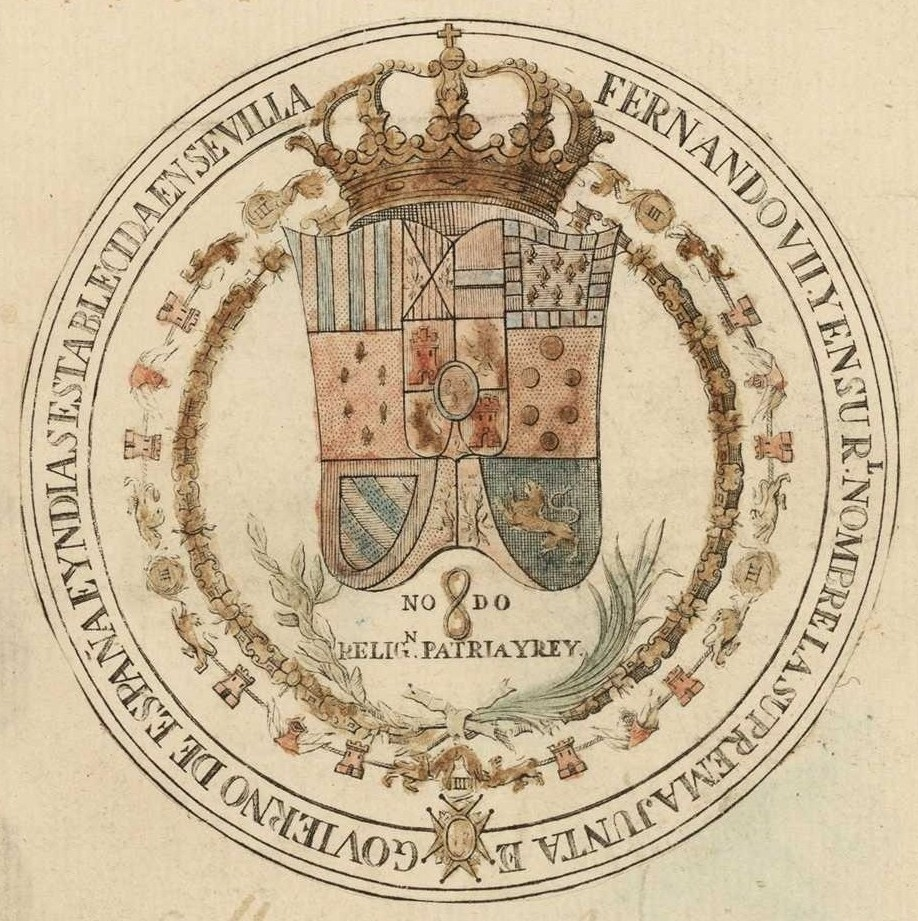
Гербовая печать, которую использовала Севильская хунта

В наполеоновскую эпоху название хунта (испанское произношение: [ˈxunta] (слушать)о файле) было выбрано несколькими местными администрациями, сформированными в Испании во время Пиренейских войн, в качестве патриотической альтернативы официальной администрации, свергнутой французскими захватчиками. Хунты обычно формировались путём введения видных членов общества, таких как прелаты, в уже существующие кабильдо (муниципальные советы). Хунты в столицах традиционных пиренейских королевств Испании называли себя «Верховными хунтами» (исп. Junta Suprema), чтобы отличаться от провинциальных хунт и претендовать на власть над ними. В этот период хунты также формировались в испанской Америке в ответ на события в Испании.
Хунты не обязательно были революционными, и уж тем более не были антимонархическими или демократически избранными. Например, хунта в Мурсии состояла из епископа, архидьакона, двух настоятелей, семи членов старого городского совета, двух магистратов, пяти видных местных аристократов, включая графа Флоридабланка (премьер-министра Карла III), и пять высокопоставленных офицеров (в отставке или ещё на службе). Точно так же в хунту Сьюдад-Родриго, стратегического города недалеко от границы с Португалией, входили девять военнослужащих, в том числе довоенный губернатор и командиры всех подразделений, составлявших гарнизон; пять офицеров в отставке, из которых двое были бригадирами, и, среди прочих, епископ и семнадцать членов духовенства.

## Верховная центральная хунта, 1808—1810
Понимая, что для координации усилий против французов и организации британской помощи необходимо единство, несколько верховных хунт — Мурсия, Валенсия, Севилья, Кастилия-Леон — призвали к созданию центральной хунты. После серии переговоров между хунтами и дискредитировавшим себя Кастильским советом, который первоначально поддержал короля Иосифа I Наполеона, 25 сентября 1808 года «Верховная центральная и правящая хунта Испании и Индий» встретилась в Аранхуэсе; президентом её был граф Флоридабланка. Служа суррогатом отсутствующего короля и королевского правительства, хунте удалось пригласить представителей из местных провинций и заморских владений встретиться в «Чрезвычайных и общих кортесах испанской нации», называемых так, потому что это был единый законодательный орган для всей империи и орган, ответственный за написание конституции. К началу 1810 года войска под командованием Верховной Центральной хунты претерпели серьёзные военные испытания — битва при Оканье, битва при Альба-де-Тормес, — в которых французы не только нанесли испанцам большие потери, но и взяли под свой контроль южную Испанию и вынудили правительство отступить в Кадис, последний рубеж обороны на испанской земле (подробнее см. Осада Кадиса). В свете этого 29 января 1810 года Центральная хунта самораспустилась и учредила Регентский Совет Испании и Индий (исп. Consejo de Regencia de España e Indias) из пяти человек, которому было поручено созвать кортесы. Таким образом, система хунт была заменена регентством и кадисскими кортесами, которые учредили постоянное правительство в соответствии с Конституцией 1812 года.

## Испанская Америка
Термин хунта также использовался в испанской Америке для описания первых автономистских правительств, созданных в 1809, 1810 и 1811 годах в ответ на события в Испании. К тому времени, когда должны были быть выбраны делегаты для Кадисских кортесов, некоторые из американских провинций успешно создали свои собственные хунты, которые не признавали ни Верховную Центральную хунту, ни регентства. Поэтому они не стали посылать своих представителей в Кадис, а продолжали самостоятельно управлять или призывали к конгрессам для создания постоянных правительств. Это привело к испано-американским войнам за независимость.